# Futbol a Ruanda
El futbol és l'esport més popular a Ruanda. És dirigit per la Federació Ruandesa de Futbol Associació. La selecció ruandesa és una de les més dèbils del continent. Només ha aconseguit classificar-se per una fase final de la Copa d'Àfrica de Nacions un cop, l'any 2004.

## Competicions
- Lligues:
  - Lliga ruandesa de futbol

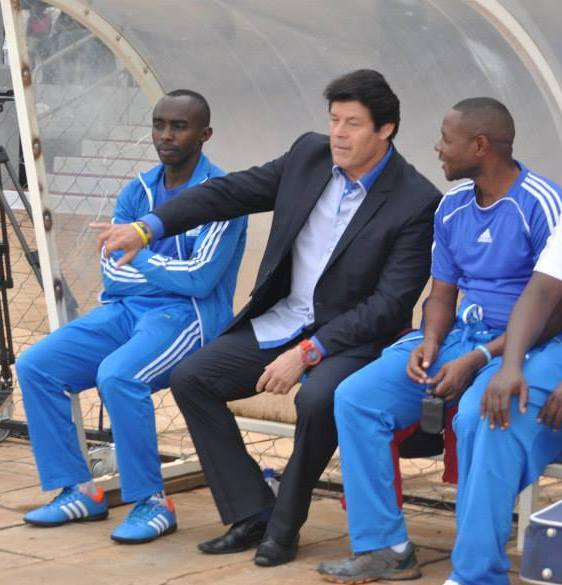
Luc Eymael al Rayon Sports Club, el 23 de març de 2014.

  - Segona divisió ruandesa de futbol
  - Lliga ruandesa de futbol femenina
- Copes:
  - Copa ruandesa de futbol
  - Supercopa ruandesa de futbol

## Principals clubs
Clubs amb més títols nacionals a 2019.
- Armée Patriotique Rwandaise FC
- Rayon Sports FC
- Panthères Noires
- SC Kiyovu Sports
- Mukura Victory Sports FC
- Mukungwa FC
- ATRACO FC
- AS Kigali
- Les Citadins FC
- Police FC Kibungo
- Etincelles FC
- Rwanda FC

## Principals estadis

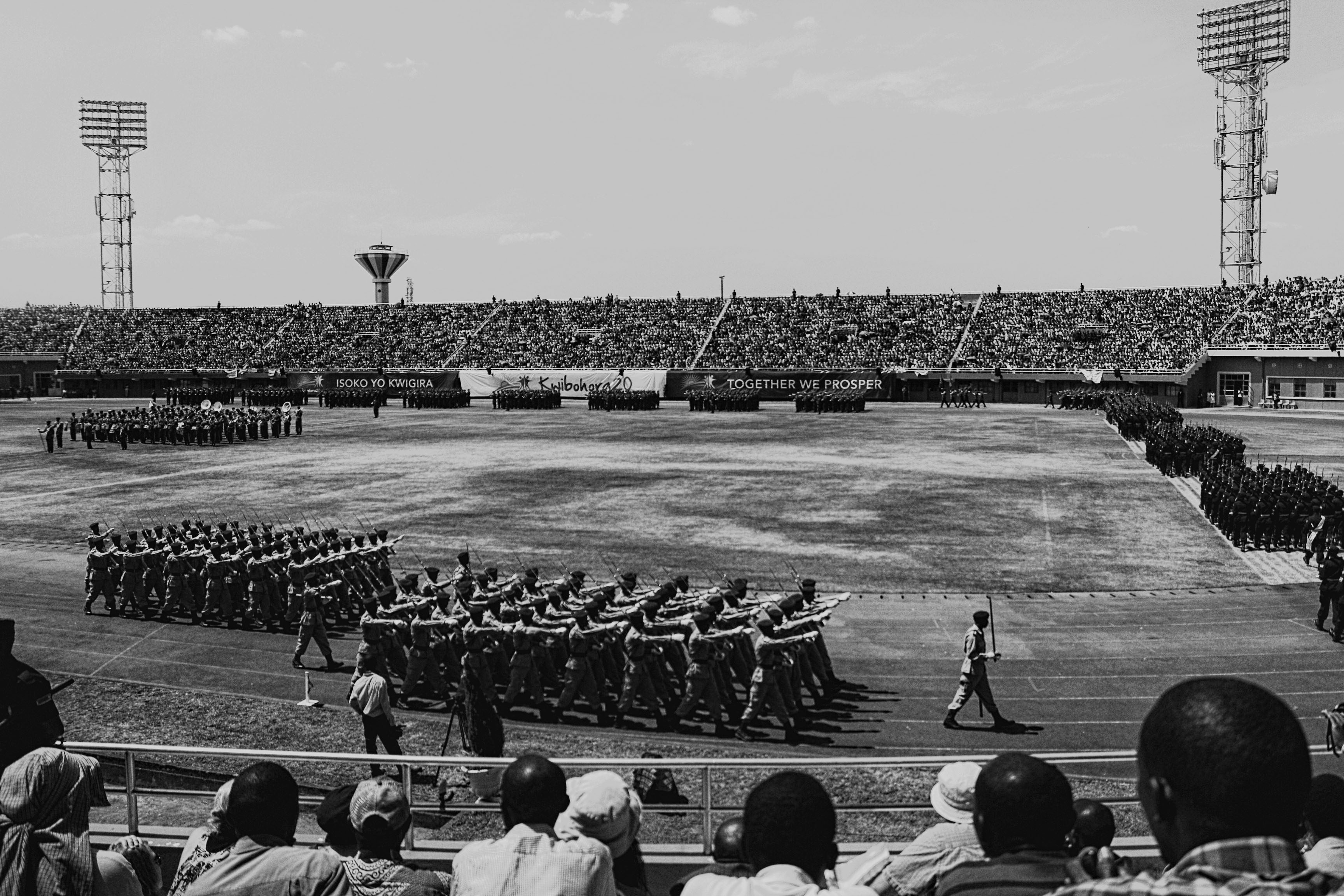
Estadi Amahoro.

Font:
| # | Estadi                     | Capacitat | Ciutat |
| - | -------------------------- | --------- | ------ |
| 1 | Estadi Amahoro             | 30.000    | Kigali |
| 2 | Estadi Regional Nyamirambo | 22.000    | Kigali |
| 3 | Estadi Huye                | 15.000    | Butare |